# Gérard Depardieu
Gérard Xavier Marcel Depardieu (Châteauroux, 27 dicembre 1948) è un attore e produttore cinematografico francese con cittadinanza russa naturalizzato emiratino.
È anche un imprenditore, in particolare nel campo della viticoltura.
Svelato nel 1974 con Patrick Dewaere dal film I santissimi, da allora è stato uno dei protagonisti del cinema francese e uno dei caratteristi più importanti dagli anni '70 a livello nazionale.
Depardieu ha inoltre recitato anche in commedie popolari come i film di Asterix, in cui interpretava il ruolo di Obelix.

## Biografia

Gérard Depardieu in Novecento (1976)

Nato a Châteauroux, nella Francia centrale, figlio di René Maxime Lionel Depardieu (1923-1988), fabbro e volontario tra i vigili del fuoco e di Anne Jeanne Josèphe Marillier (1923-1988), casalinga.
Ha cominciato la carriera di attore all'inizio degli anni settanta e già dieci anni dopo era uno degli attori francesi più seguiti dalla critica, grazie alla sua partecipazione al fianco di Fanny Ardant nel film di François Truffaut La signora della porta accanto e alla vittoria del suo primo Premio César come miglior attore per L'ultimo metrò, sempre di Truffaut.

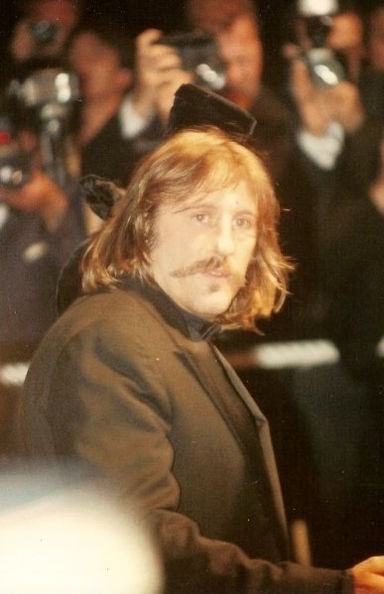
Depardieu al Festival di Cannes 1989, in cui veniva presentato il Cyrano de Bergerac

Nel 1985 ha ottenuto il riconoscimento come miglior attore al Festival di Venezia per l'interpretazione in Police, nello stesso anno ha affiancato Sigourney Weaver nel film Alta, bella e pericolosa. Dopo questa importante affermazione Depardieu ha vinto un altro César con il Cyrano de Bergerac per il quale è stato anche candidato all'Oscar nel 1990 e premiato come miglior attore al Festival di Cannes.
Negli anni novanta la sua fama si spinge negli Stati Uniti. Le sue più importanti apparizioni hollywoodiane sono state in Green Card - Matrimonio di convenienza - per il quale ha vinto il Golden Globe come miglior attore e 1492 - La conquista del paradiso, in cui ha interpretato Cristoforo Colombo. Poi nel 1991 ha partecipato al film Mio padre, che eroe!, e curiosamente ha reinterpretato lo stesso personaggio nel remake del film del '91 intitolato Ma dov'è andata la mia bambina?, uscito nel 1994. Nel 1997 ha vinto il Leone d'oro alla carriera al Festival di Venezia.
Depardieu è ancora oggi uno degli attori francesi più ricercati e pagati nel mondo (grande riscontro commerciale ha avuto con i film sulla saga di Asterix e Obelix, tratta dall'omonimo fumetto, dove ha interpretato il forzuto amico dell'eroe gallico in Asterix & Obelix contro Cesare (1999), Asterix & Obelix - Missione Cleopatra (2002), Asterix alle Olimpiadi (2008) e Asterix & Obelix al servizio di Sua Maestà (2012). Nel 2010 affianca Catherine Deneuve nel film Potiche - La bella statuina. Dal 2016 è il protagonista della prima serie prodotta da Netflix in lingua francese, Marseille, in cui interpreta Robért Taro, il potente sindaco di Marsiglia.
Ha inoltre diretto e prodotto diversi film con la sua DD Productions. Ha lavorato molto anche in Italia, per noti registi come Marco Ferreri, Bernardo Bertolucci, Luigi Comencini, Mario Monicelli, Mimmo Calopresti, Giuseppe Tornatore, Sergio Rubini ed Ettore Scola.
Nel 2019 ha partecipato al Festival dell'Essere di Paestum, diretto da Vittorio Sgarbi e prodotto da Angelo Tumminelli. Attore eclettico e disinibito, ha recitato in alcune scene di nudo in diversi film tra cui L'ultima donna e Ciao maschio di Marco Ferreri e Novecento di Bernardo Bertolucci.

## Vita privata e posizioni politiche

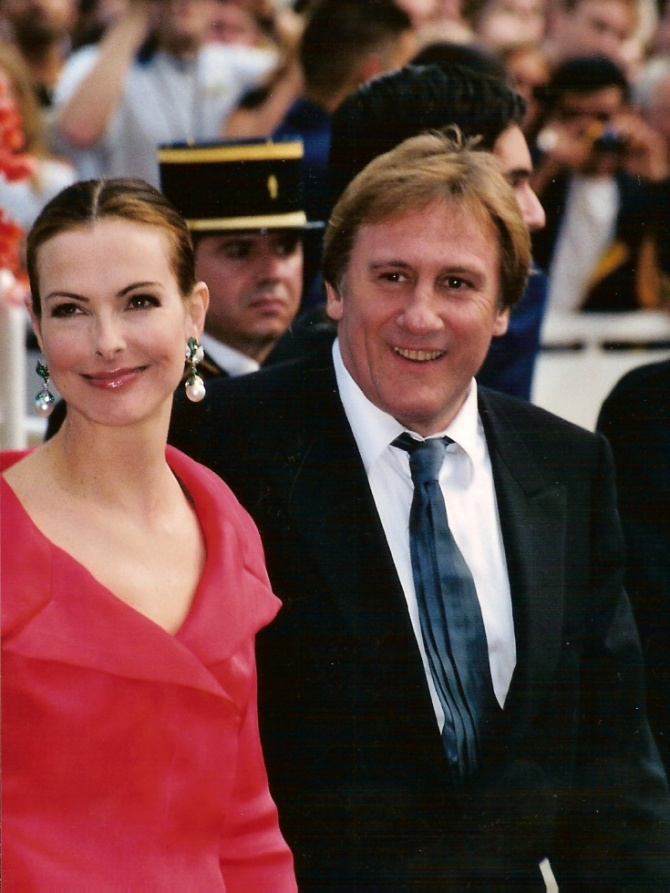
Gerard Depardieu con l'allora compagna Carole Bouquet al Festival di Cannes 2001

Nel 1970 si converte all'Islam e lo pratica fino al 1972. Sempre nel 1970 ha sposato l'attrice Élisabeth Guignot da cui ha avuto due figli: Guillaume, attore (morto nel 2008 a 37 anni per complicazioni di una polmonite), e Julie (1973), anch'essa attrice. Separatosi dalla moglie, nel 1992 ha avuto una figlia, Roxane, dalla relazione con l'attrice Karine Silla. Nel 1996 ha divorziato dalla moglie e un anno dopo si è legato all'attrice Carole Bouquet fino al 2005.
Il 14 luglio 2006 ha avuto un figlio, Jean, dalla relazione con la cambogiana Hélène Bizot, conosciuta nel 2002 sul set di City of Ghosts, che è stato riconosciuto solo nel 2008. Dal 2005 convive con Clementine Igou, scrittrice franco- statunitense e responsabile marketing di un'azienda vinicola toscana. Ha tre nipoti: una dal figlio Guillaume, nata nel 2001, e due dalla figlia Julie, nati nel 2011 e nel 2012.

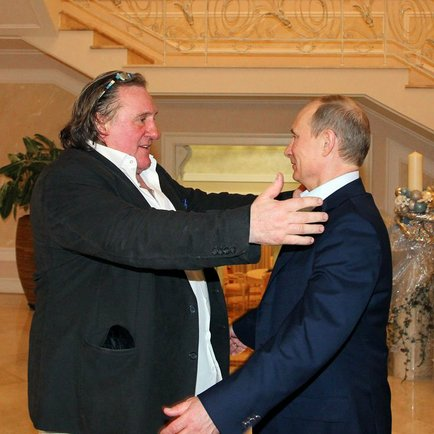
Gérard Depardieu incontra Vladimir Putin nel 2013

Il 12 dicembre 2012, in ragione dell'elevata tassazione (75%) sui redditi più alti introdotta dal Governo di François Hollande (legge poi bocciata dalla Corte costituzionale e in seguito anche dal Consiglio di Stato), ha annunciato di aver trasferito la sua residenza a Néchin, un paesino in Belgio a pochi chilometri dal confine con la Francia. Fortemente criticato per la sua scelta (che segue una decisione analoga di altri ricchi francesi), il 16 dicembre ha dichiarato che avrebbe restituito il passaporto francese per prendere, oltre alla residenza, la cittadinanza belga e ha messo in vendita per 50 milioni di euro la sua casa di Parigi; due giorni dopo ha anche fatto balenare la possibilità di acquisire la doppia cittadinanza italiana.
Sempre nello stesso periodo il presidente russo Vladimir Putin si è detto disponibile a consegnare a Depardieu il passaporto russo e ha successivamente firmato il decreto per la concessione della nazionalità russa il 3 gennaio 2013. Il 6 gennaio Depardieu ha effettivamente raggiunto la Russia dove, oltre a ricevere il suo passaporto, ha avuto l'occasione di pranzare con lo stesso Putin sul Mar Nero in vista delle festività natalizie ortodosse. A causa del sostegno al governo russo nel caso dell'annessione della Crimea alla Russia, nel 2015 è stato inserito nell'elenco delle persone a cui è stato vietato l'ingresso in Ucraina.
Ha posseduto una residenza nel centro storico di Lecce, città di cui si è innamorato visitandola anni prima, fino al 2014.
Dopo diversi decenni in cui aveva professato idee di sinistra, per la prima volta nel 2017 l'attore si esprime a favore del Front National di Marine Le Pen e contro il candidato di La République En Marche di Emmanuel Macron.
Nel febbraio 2022, durante un'intervista alla radio franco-lussemburghese RTL, Depardieu ha dichiarato di aver ottenuto la cittadinanza degli Emirati Arabi Uniti, senza però aver specificato quando.

## Controversie
Il 16 agosto 2011 un volo CityJet da Parigi a Dublino è stato ritardato di un'ora e mezza perché Depardieu, ubriaco, avrebbe urinato nel corridoio poco prima della partenza.
Nel 2018 venne denunciato per stupro da una ballerina di 22 anni. Nel febbraio 2021 si è saputo che Depardieu era stato accusato una seconda volta nel dicembre 2020, per una violenza sessuale presumibilmente avvenuta nel 2018. Nel dicembre 2023, a seguito del suicidio dell'attrice Emmanuelle Debever che nel 2019 aveva testimoniato contro Depardieu, egli è stato denunciato per stupro per la terza volta, dalla scrittrice e fotografa spagnola Ruth Baza, per una violenza risalente al 1995.
Il 29 aprile 2024, per le accuse di cui sopra, l'attore viene posto in stato di fermo a Parigi e il giorno stesso viene rilasciato su cauzione.
Il 13 maggio 2025 viene condannato a 18 mesi per abusi sessuali su due donne.

## Riconoscimenti
- Premio Oscar

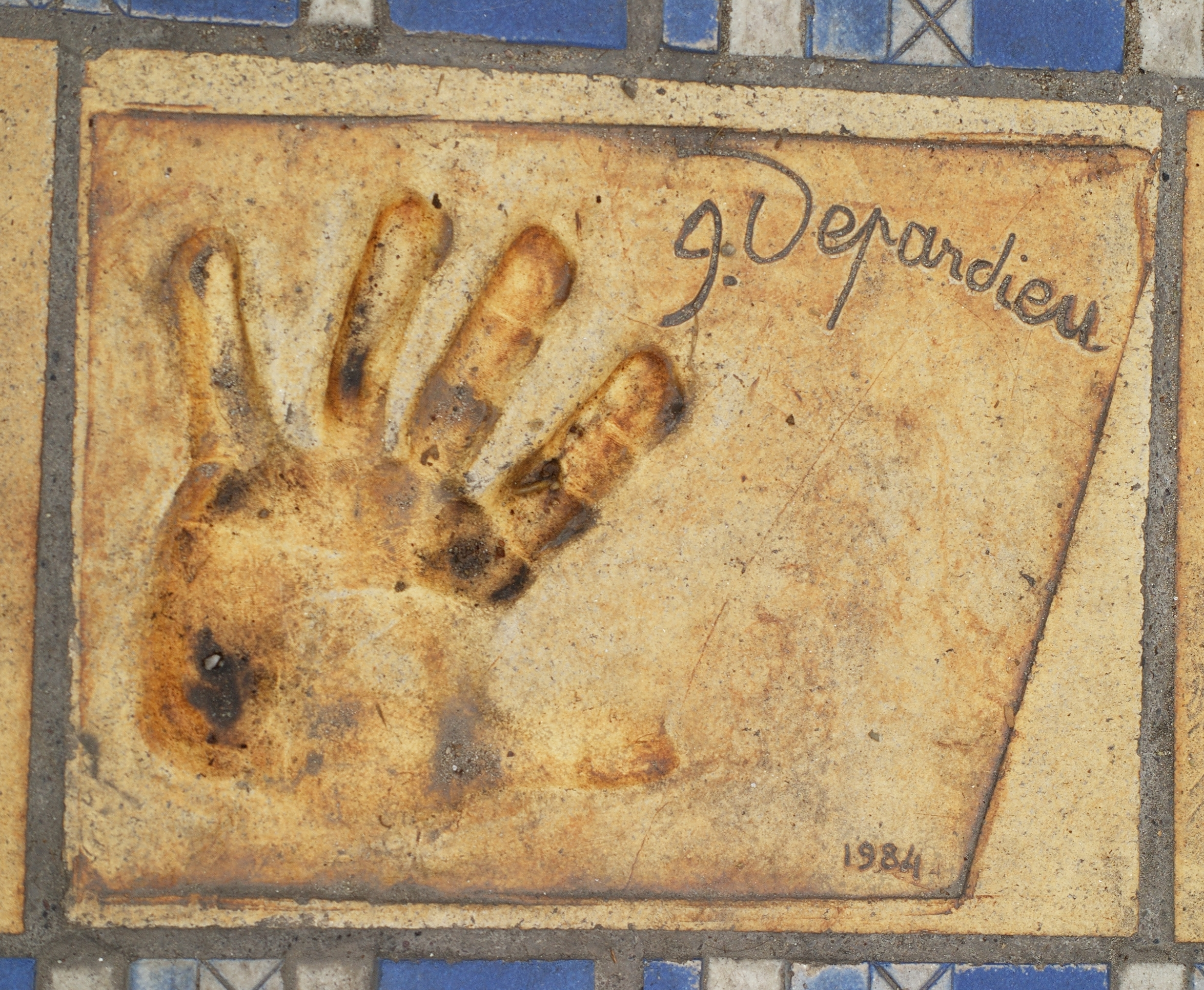
Impronta e autografo di Depardieu sul marciapiede del Palais des Festivals a Cannes

  - 1991 – Candidatura al miglior attore protagonista per Cyrano de Bergerac
- Premio César
  - 1981 – Miglior attore protagonista per L'ultimo metrò
  - 1986 – Candidatura al miglior attore per Sotto il sole di Satana
  - 1988 – Candidatura al miglior attore per Camille Claudel
  - 1989 – Candidatura al miglior attore per Troppo bella per te!
  - 1991 – Miglior attore protagonista per Cyrano de Bergerac
  - 2016 – Candidatura al miglior attore per Valley of Love
- Festival di Venezia
  - 1985 – Coppa Volpi per la migliore interpretazione maschile per Police
  - 1997 – Leone d'Oro alla carriera
- Festival di Cannes
  - 1990 – Premio al miglior attore per Cyrano de Bergerac
- Golden Globe
  - 1991 – Golden Globe per il miglior film commedia o musicale per Green Card – Matrimonio di convenienza

### Altri premi
- Aphrodite Film Awards 2019 come miglior attore non protagonista per Creators - The Past; vince il premio come miglior Voice over al Vegas Movie Awards

## Onorificenze

### Onorificenze straniere
- Gli è stato dedicato un asteroide, 19999 Depardieu.

## Doppiatori italiani
Nelle versioni in italiano delle opere in cui ha recitato, Gerard Depardieu è stato doppiato da:
- Rodolfo Bianchi ne L'agente segreto, Hamlet, 36 Quai des Orfèvres, I tempi che cambiano, Per sesso o per amore?, La Vie en rose, Disco, Nemico pubblico N. 1 - L'istinto di morte, Nemico pubblico N. 1 - L'ora della fuga, Mammuth, La tête en friche - La testa tra le nuvole, Welcome to New York, Capitaine Marleau, Bonne Pomme - Nessuno è perfetto, L'amore secondo Isabelle, Sogno di una notte di mezza età, Qualcosa di meraviglioso, Il peggior lavoro della mia vita, Maigret
- Renato Cortesi in Temporale Rosy, Mio zio d'America, L'ultimo metrò, Vi amo, Fort Saganne, Police, Due, Troppo bella per te!, Voglio tornare a casa!, Uranus, Merci la vie - Grazie alla vita, Tutte le mattine del mondo, Cento e una notte
- Michele Gammino ne Il ritorno di Martin Guerre, Lui portava i tacchi a spillo, Les compères - Noi siamo tuo padre, Due fuggitivi e mezzo, La maschera di ferro, L'apparenza inganna, Il patto del silenzio, Bon Voyage, Sta' zitto... non rompere
- Ennio Coltorti in Balzac - Una vita di passioni, Vatel, I miserabili, Vidocq - La maschera senza volto, Cuori estranei, Babylon A.D., Il caso Rasputin, L'uomo che ride
- Stefano De Sando in Crime Spree - Fuga da Chicago, La maledizione dei templari, Quand j'étais chanteur, Bellamy, A Small World - Ricordi lontani, La vendetta di Viktor
- Giancarlo Giannini in Danton, Il conte di Montecristo, Asterix & Obelix contro Cesare, Napoléon
- Gianni Giuliano in Due contro la città, Saint Amour, La truffa del secolo
- Jacques Peyrac in City of Ghosts, L'ultima vacanza, Vita di Pi
- Ferruccio Amendola in Tre simpatiche carogne, La signora della porta accanto, Camille Claudel
- Mario Cordova ne Lo specchio del desiderio, Il colonnello Chabert, Creators - The Past
- Luca Biagini ne I ragazzi di Timpelbach, Illusioni perdute, Mistero a Saint-Tropez
- Oreste Rizzini in Cyrano de Bergerac, Nathalie...
- Edoardo Siravo in Germinal, Potiche - La bella statuina
- Roberto Pedicini in 1492 - La conquista del paradiso, Soldi proibiti
- Ugo Maria Morosi ne La carica dei 102 - Un nuovo colpo di coda, Asterix & Obelix - Missione Cleopatra
- Stefano Mondini in Marseille, Una squadra da sogno
- Claudio Volonté in Novecento
- Michele Placido in Ciao maschio
- Pierangelo Civera in Maîtresse
- Luciano De Ambrosis in Stavisky il grande truffatore
- Pino Colizzi in Tre amici, le mogli e (affettuosamente) le altre
- Flavio Bucci ne L'ultima donna
- Sandro Iovino ne L'ingorgo
- Carlo Cosolo ne La capra
- Angelo Nicotra in Codice d'onore
- Carlo Valli in Alta, bella e pericolosa
- Maurizio Reti in Buffet freddo
- Martial Boschero in Green Card - Matrimonio di convenienza
- Gino La Monica in Mio padre, che eroe!
- Massimo Corvo in Una donna molto speciale
- Claudio Sorrentino in Bogus - L'amico immaginario
- Massimo Lodolo in I Am Dina
- Eugenio Marinelli ne La Machine - Un corpo in prestito
- Massimo Rinaldi in Ma dov'è andata la mia bambina?
- Riccardo Rossi in CQ
- Corrado Pani in Una pura formalità
- Renzo Stacchi in Sotto il sole di Satana
- Saverio Moriones ne L'ussaro sul tetto
- Paolo Poiret in Concorrenza sleale
- Natale Ciravolo ne I nuovi eroi
- Carlo Marini in RRRrrrr!!!
- Mario Scarabelli in Diamond 13
- Marco Mete in Asterix alle Olimpiadi
- Pino Insegno in Michou d'Auber
- Leslie La Penna in Asterix & Obelix al servizio di Sua Maestà
- Marco Mori ne La grande passione
- Gianni Gaude ne Il sapore della felicità
- Michele Kalamera ne I nuovi eroi (ridoppiaggio)